# Franck Borde
Franck Borde, né le 6 septembre 1979 à Trèves (Allemagne), est un acteur français.

## Biographie

### Enfance et formation
Franck Borde est né à Trèves d'un père militaire et d'une mère infirmière militaire. Il y vécut jusqu’à l'âge de 5 ans puis grandit du côté de Bordeaux.
Dès ses 6 ans il s'oriente vers l'équitation, il atteint un très bon niveau au fil des années. Il quitte à 15 ans le cocon familial, après une 3e générale, pour suivre une section « sport études équitation » dans un internat, en Lot-et-Garonne. À 17 ans il intègre un lycée agricole : le Centre de formation d'Armor de Pommerit-Jaudy, dans les Côtes-d'Armor, en Bretagne, toujours orienté vers l’équitation, il atteindra le niveau Galop 7.
Pendant son adolescence, il découvre le théâtre en s’inscrivant aux cours proposés dans le cadre du lycée, cela sera une vraie révélation. À l'âge de 17 ans, au grand dam de sa famille il quitte tout pour faire carrière en tant que comédien et monte à Paris. À 20 ans, tout en continuant de multiplier les petits boulots il intègre le Cours Simon pendant deux ans, de 1999 à 2001 sous la direction de Chantal Brière, avant d'être reçu sur concours au Studio-Théâtre d'Asnières-sur-Seine pour deux ans de formation polymorphe de 2001 à 2003 sous la direction de Jean-Louis Martin-Barbaz.

### Carrière
Dès son entrée dans la vie active, il multiplie les projets théâtraux, il joue notamment des pièces de Molière, Racine et Musset.
Entre 2002 et 2004 après son arrivée dans la compagnie "Fabrication Artisanale, il participe au Festival de la création théâtrale en temps limité puis en 2005 et 2006 et à deux reprises au Festival de Rodez au musée Puech et Fenaille
Depuis début 2007, il tourne bénévolement avec des jeunes réalisateurs le Collectif OYC. Il incarne le rôle de Florian Estève dans Plus belle la vie la série de France 3, et commence les tournages en juin 2007. Le personnage arrive sur les écrans le 26 juillet 2007 dans l'épisode 749 de la saison 3 intitulé "L'amour, toujours l'amour". Franck Borde y tient le rôle de Florian Estève, âgé de 31 ans, juge d'instruction marié et père de famille qui découvre son homosexualité refoulée et va vivre aux côtés de son compagnon Thomas Marci.
En début d'année 2008, il retrouve les planches du théâtre pour interpréter le rôle d'Ambroise dans une pièce de Michel Marc Bouchard, Le chemin des passes dangereuses mise en scène par Claude Crétient qu'il avait déjà interprétée en 2005. Il fait une apparition au 10e Festival du film de télévision de Luchon. Avec le Collectif OYC, il reçoit en décembre deux prix pour leur court métrage Blessures où il tient le personnage principal au Festival du film en 48H.
Le 14 février 2009, le Collectif OYC met sur la toile le premier des sept épisodes de la websérie Valentine et moi et ce jusqu’au 21 février, Franck Borde tient le rôle de Jules qui est un homme-enfant, un grand gamin sympathique, fou amoureux de sa petite amie Valentine (interprétée par Caroline Pascal). En février toujours, nommée pour la série Plus belle la vie, il est présent avec ses partenaires de la série, à la cérémonie des Globes de Cristal. Au printemps, il apparaît dans la série Brigade Navarro sur TF1. En septembre, il est de nouveau présent au Festival de la fiction TV de La Rochelle 2009 et sa venue au Festival du film international de Dieppe, pour un tournage avec le Collectif OYC, crée une émeute inattendue. Début octobre, il contribue une fois de plus au projet du Festival du film en 48H avec le film, L'Art saint du Larcin qui sera récompensé de deux prix.
En février 2010, Franck et le Collectif OYC sont récompensés pour la websérie Valentine et moi du prix "Net Talent" au 12e Festival du film de télévision de Luchon 2010. En juin il est présent au ShowCase à Paris à la première Fête de la Télévision, organisée par Télé 7 jours (qui célébrait aussi ses 50 ans). En juillet 2010, il fait une petite tournée de 4 dates avec la compagnie de théâtrale Fabrication Artisanale dans l'Aveyron pour jouer une esquisse théâtrale à partir d'œuvres de Georg Büchner, Copi et Jean-Luc Lagarce. Le 10 septembre 2010, il arrête les tournages de Plus belle la vie, à la suite d'une décision de la production Tel France de faire disparaitre subitement son personnage après 3 ans, laissant des milliers de fans en colère,. Il quitte les écrans début novembre et commence une formation de doublage et voix off à Paris. Il participe à la chasse au trésor Objectif Atlantide à Djibouti pendant une semaine aux côtés de l'acteur Thibaud Vaneck et la chanteuse Natasha St Pier. Il apparaît dans Enquêtes réservées sur France 3.
Début 2011, il monte un projet de série Pirates avec le Collectif OYC, une web-série en post-production "Variation" et fait ses premières armes dans le doublage. En septembre, il part sur les routes de France pour une tournée théâtrale avec la comédie Le club des célibataires de Françoise Royés. Il est entouré de Willy Liechty et des comédiennes Indra et Léa François qui tiennent le seul rôle féminin toutes les 2 en alternance. En parallèle il commence son travail de voix-off pour plusieurs marques françaises et étrangères.
En février 2012, il tient le rôle de Laurent dans épisode "Suivez le Guide" de Joséphine, ange gardien qu'il avait tourné en septembre dans les rues de Paris. En mai, il apparaît dans Section de recherches sur TF1 qu'il avait tourné un an auparavant. En juin, il devient la nouvelle voix des spots publicitaires de la marque française Rogé Cavaillès. En juillet, il reprend au théâtre pour le "OFF" du Festival d'Avignon la pièce Le chemin des passes dangereuses du dramaturge québécois Michel Marc Bouchard. Puis en septembre 2012, il reprend la tournée Le club des célibataires avec Willy Liechty et Léa François jusqu’à janvier 2013.
On le retrouve à l’été 2019, au festival Off d’Avignon avec la pièce « À ciel ouvert », une comédie romantique avec Marion Dumas, écrit par Philippe Noterdame et mise en scène par Dominique Fataccioli.
La pièce de théâtre a reçu le prix du public.

## Activités auprès d'associations
Franck met à plusieurs reprises sa notoriété au service d'associations caritatives:
Il soutient en juin 2008 l'association Partage en participant au jeu télévisé Fort Boyard. Il donne de son temps depuis 2010 pour l'Association européenne contre les leucodystrophies (ELA) dont il est l'un des nombreux parrains. Il est présent en novembre 2010 à la soirée de Gala de l'AMREF Flying Doctors France. En avril 2011, il fait une apparition à la chasse aux œufs de Pâques Kinder des enfants aux Buttes Chaumont à Paris pour le Secours populaire.
Il est conseiller municipal de Saint-Ouen-sur-Seine dans une liste d'extrême gauche "A Gauche".

## Filmographie sélective

### Télévision
- 2007 : Boulevard du Palais, rôle du policier, réal. Pascale Dallet
- 2007 - 2010, puis 2017 : Plus belle la vie, rôle de Florian Estève, réal. divers
- 2009 : Brigade Navarro, Saison 2, Idylle Funèbre, rôle de Jérôme Nowak, Réal. Gérard Marx
- 2010 : Enquêtes réservées saison 3, Le mort sans visage, rôle Interne de l'hôpital des Collines, Réal. Bruno Garcia
- 2012 : Joséphine, ange gardien saison 13, Suivez le guide, rôle de Laurent, Réal. Pascal Heylbroeck
- 2012 : Section de recherches saison 6, L’homme aux deux visages Réal. Jean-Marc Therin
- Depuis 2024 : Un si grand soleil, rôle de Nicolas Bert, réal. divers

### Courts-métrages
- 2008 : Blessures, "rôle de Julien" de Amit K. Babooa - Collectif OYC (pour le concours "The 48 Hour Film Project 2008")
- 2009 : L'art saint du Larcin, "rôle du cousin" de Amit K. Babooa - Collectif OYC (pour le concours "The 48 Hour Film Project 2009")
- 2009 : Nos Chemins, de Amit K. Babooa - Collectif OYC (pour le concours "Mobile Film Festival 2009")
- 2009 : Comm'un Regard, "rôle de Jude" de Frédérico Escartin
- 2010 : Dernière flamme, de Amit K. Babooa - Collectif OYC (pour Festival International du Film Francophone de Namur 2010)
- 2012 : A l'intérieur, de Eric Egé
- 2019 : Le Bruit Qui Court, de Amit K. Babooa - Collectif OYC

### Internet
- 2009 : Valentine et moi, saison 1, rôle principal de "Jules" de Amit K. Babooa (mini série)
- 2010 : Valentine et moi, saison 2, rôle principal de "Jules" de Amit K. Babooa (mini série)
- 2011 : Variation de Frédérico Escartin

## Doublage

### Téléfilm
- 2014 : Aaliyah : Destin brisé (en) : ? ( ? )

### Séries télévisées
- 2001 / 2005 : Les Experts : Tucker (Ken Garito) et Jerry Walter (Rick Peters)
- 2010 : Undercovers : Young Shin Bet (Alex Luria)
- 2011 : Private Practice : ? ( ? )
- 2013 : Drop Dead Diva : ? ( ? )
- 2020 : La Guerre des trônes, la véritable histoire de l'Europe : Charles II d'Angleterre
- 2023 : Qui fuyons-nous ? (tr) : un policier [Qui ?] (épisode 7)

## Publicité
- 2012 : Nintendo (modules de présentation pour la Nintendo 3DS et Nintendo 3DS XL pour site internet.)
- 2012 : Rogé Cavaillès (Deux spots TV - Gel bain douche et déo soin.)
- 2012 : Lapeyre (Publicité radio)
- 2011 : Gan (entreprise) (Publicité radio)